# روبرت فون ميلر
روبرت فون ميلر (بالألمانية: Rupert von Miller)‏ هو مهندس معماري ألماني، ولد في 19 فبراير 1879 في ميونخ في ألمانيا، وتوفي في 30 ديسمبر 1951 في باد فيسزيه في ألمانيا.